# Eurycope laticuneata
Eurycope laticuneata är en kräftdjursart som beskrevs av Fedor Aleksandrovich Pasternak 1982. Eurycope laticuneata ingår i släktet Eurycope och familjen Munnopsidae. Inga underarter finns listade i Catalogue of Life.